# Semiothisa unipunctaria
Semiothisa unipunctaria är en fjärilsart som beskrevs av Wright 1916. Semiothisa unipunctaria ingår i släktet Semiothisa och familjen mätare. Inga underarter finns listade i Catalogue of Life.